# Théâtre de la Forêt
Pour les articles homonymes, voir Forêt (homonymie).
Le Théâtre de la Forêt (grec moderne : Θέατρο Δάσους) est l'un des théâtres en plein air de la ville de Thessalonique, en Grèce, construit sur la pente de la colline de Séïch-Sou. Surplombant l'ensemble de la ville, ainsi que son port, le théâtre fonctionne sans interruption depuis les années 1970.
L'idée initiale du projet de construction du Théâtre de la Forêt remonte à 1965, avec la sélection de la forêt de Séïch-Sou par l'Office national hellénique du tourisme pour le développement du tourisme. Le projet architectural original, conçu par Pátroklos Karantinós consiste en une structure indépendante avec des supports métalliques et des gradins en bois, inspirée du concept de l'amphithéâtre de l'époque classique.
En 1976, le Théâtre de la Forêt est construit en tant que structure permanente sur la base des plans réalisés par le professeur Nikólaos Moutsópoulos. Sa forme actuelle résulte de la reconstruction de 1997, dans le cadre de la sélection de la ville de Thessalonique en tant que Capitale européenne de la culture, avec pour concepteurs les architectes Souzána et Dimítris Antonakákis, ainsi que Matína Kalogerákou. Sa capacité est de 3 894 places.
Le Théâtre de la Forêt est disponible pour des représentations théâtrales et des concerts, tandis que le Théâtre d'État de Grèce du Nord en assure la gestion.